# Wrocław Trophy
Wrocław Trophy – międzynarodowy turniej piłkarski, w którym udział biorą młodzieżowe drużyny klubowe. Zespoły rywalizują w różnych kategoriach wiekowych. Turniej odbywa się w lipcu na kompleksie Stadionu Olimpijskiego we Wrocławiu. Wrocław Trophy jest jak dotychczas jedynym turniejem firmowanym przez fundację Euro-Sportring organizowanym w Polsce. Klubem organizującym rozgrywki jest MKS Parasol Wrocław.
Organizację turnieju wspierają Miasto Wrocław, Akademia Wychowania Fizycznego we Wrocławiu, Młodzieżowe Centrum Sportu oraz Dolnośląski Związek Piłki Nożnej. Turniej jest jednym z blisko stu organizowanych każdego roku pod egidą Euro-Sportring'u. Zawody mają charakter oficjalnych rozgrywek, prowadzonych zgodnie z wytycznymi FIFA. Po raz pierwszy impreza odbyła się w 2013 roku.

## Obiekty Sportowe

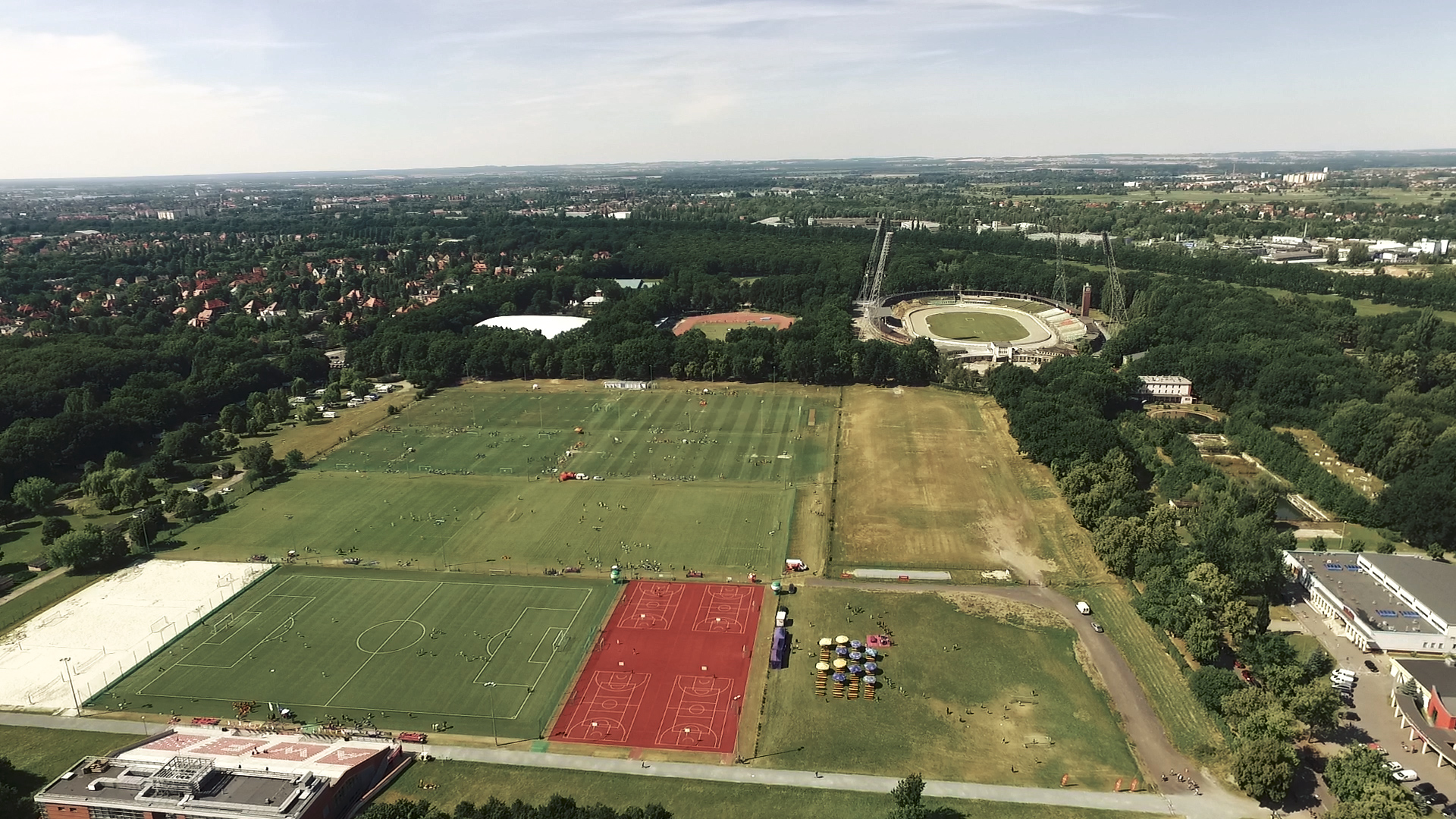
Kompleks Stadionu Olimpijskiego we Wrocławiu z lotu ptaka podczas turnieju Wrocław Trophy 2015.

Główną areną rozgrywek turnieju Wrocław Trophy jest kompleks sportowy przy Stadionie Olimpijskim we Wrocławiu położony przy ulicy Jana Ignacego Paderewskiego. Właścicielem obiektów jest Akademia Wychowania Fizycznego we Wrocławiu. Część kompleksu znajduje się pod zarządem Młodzieżowego Centrum Sportu. Turniej jest rozgrywany na 9 płytach piłkarskich z naturalną nawierzchnią i jednej z nawierzchnią sztuczną.
Od 2015 roku rozgrywki w ramach Wrocław Trophy organizowane są na dwóch obiektach. W latach 2015–16 drugą areną rozgrywek był kompleks położonym w Łanach pod Wrocławiem. Znajduje się tam kompleks sportowy klubu PKS Łany, na którym do dyspozycji są 3 naturalne płyty pełnowymiarowe oraz 2 mniejsze boiska trawiaste. W 2017 roku rozgrywki przeprowadzono po raz pierwszy na kompleksie Stadionu "Oławka" na Niskich Łąkach należącego do Gminy Wrocław.

## Historia

### 2013
Pierwsza edycja turnieju odbyła się w dniach 18–20 lipca 2013 roku. Wzięły w niej udział 83 drużyny z 9 krajów europejskich. Zespoły rywalizowały w 7 kategoriach wiekowych (U11, U13, U14 U15, U16, U17, U19). Ceremonia otwarcia turnieju odbyła się na wrocławskim Rynku. Turniej oficjalnie otworzył były sekretarz generalny UEFA a obecnie prezes fundacji Euro-Sportring Gerhard Aigner.
W najmłodszej wiekowo kategorii U11 udział wzięły 23 zespoły. Najlepsza okazała się węgierska drużyna Gyöngyösi Atlétikai Klub, która wygrała wszystkie 7 spotkań, w finale pokonując zespół UKS Javoria Jawor 3:1. Finał w kategorii trzynastolatków został rozstrzygnięty po konkursie rzutów karnych. Zwyciężyła w nim czeska drużyna FC Vítkovice, która pokonała MLKS Polonia Środa Śląska wynikiem 4:2. Po regulaminowym czasie gry był remis 1:1.
Po bardzo zaciętym finale w kategorii U14, drużyna FK Fotbal Trinec pokonała w stosunku 3:2 drużynę gospodarzy SMS Junior-Parasol Wrocław. W starszych kategoriach triumfowały zespoły polskie. W kategoriach U15 i U16 zwycięstwo odniosły reprezentacje Warmińsko-Mazurskiego Związku Piłki Nożnej, w kategorii U17 drużyna klubu MKS Bug Wyszków natomiast w kategorii dziewiętnastolatków najlepsza okazała się reprezentacja Podlaskiego Związku Piłki Nożnej.

### 2014
Druga edycja turnieju odbyła się w dniach 4–6 lipca 2014 roku. Udział w niej wzięło 107 zespołów z 10 krajów, w tym po raz pierwszy drużyny z Danii, Słowacji i Ukrainy. Ambasadorem turnieju została zawodniczka Ajaxu Amsterdam Daria Antończyk. Bramkarka kobiecej reprezentacji Polski powitała uczestników na ceremonii otwarcia, która odbyła się 3 lipca na wrocławskim Rynku.
Rozgrywki zostały przeprowadzone na 12 boiskach, w tym także na płycie głównej Stadionu Olimpijskiego we Wrocławiu, gdzie rywalizowała najmłodsza wiekowo kategoria U11. Zwyciężył w niej pierwszy zespół Akademii Piłkarskiej WKS Śląsk Wrocław, który wygrał wszystkie 9 spotkań, w finale pokonując 2:0 drużynę JSP Szczakowianka. W kategorii trzynastolatków bezkonkurencyjny okazał się zespół OKS Odra Opole, który w finale pokonał 3:0 słowacki Partizán Bardějov.
W decydującym meczu w kategorii U14 zmierzyły się drużyny WKS Śląsk Wrocław oraz ukraiński Avangard Żytomierz. Wynikiem 2:0 wygrał zespół z Ukrainy, który zdobył pierwsze w historii turnieju trofeum dla drużyn z tego kraju. Podium w kategorii U15 zostało zdominowane przez drużyny z zachodniej Europy. Zwyciężył w niej duński zespół Vordingborg IF, drugie miejsce zajął niemiecki TuRa Meldorf, natomiast trzecie także Duńczycy z zespołu Gentofte-Vangede IF.
W kategorii U17 zespół KS Barycz Milicz zarówno w ćwierćfinale jak i w półfinale zwyciężał po konkursie rzutów karnych. W finale zawodnicy z Milicza pokonali 1:0 rumuński Progresul Bucuresti. W najstarszej kategorii wiekowej U19, broniący tytułu zawodnicy reprezentacji Podlaskiego Związku Piłki Nożnej musieli w półfinale uznać wyższość czeskiego zespołu FK Bílina. W finale drużyna z Bíliny pokonała zespół Forza Wrocław wynikiem 2:0.

### 2015
Turniej po raz trzeci przeprowadzono w dniach 10-12 lipca 2015r. Wystartowało w nim rekordowe 199 zespołów z 18 różnych państw, w tym po raz pierwszy drużyny z Austrii, Białorusi, Belgii, Bośni i Hercegowiny, Czarnogóry, Estonii, Litwy, Łotwy, Rosji oraz Serbii. Po raz pierwszy mecze rozgrywano w dwóch lokalizacjach. Do kompleksu Stadionu Olimpijskiego we Wrocławiu, dołączono obiekt sportowy w Łanach w pobliskiej gminie Czernica. Do turnieju wprowadzono także kolejne kategorie wiekowe, dla zawodników poniżej 9 i 10 lat. Uroczyste otwarcie turnieju odbyło się na Placu Solnym we Wrocławiu a rolę ambasadorów turnieju pełnili zawodnicy Śląska Wrocław Krzysztof Danielewicz oraz Mariusz Pawełek.
W najmłodszej wiekowo kategorii "Żaków" (U9) triumfowała drużyna KS Drukarz Warszawa. Zawodnicy ze stolicy pokonali w ćwierćfinale po konkursie rzutów karnych zespół reprezentujący Football Academy Szczecin, by następnie w półfinale i finale wygrywać różnicą jednej bramki, pokonując odpowiednio Olympic Wrocław 2:1 oraz słowacki Spartak Trnawa 3:2. Z bardzo dobrej strony na turnieju pokazał się klub JK Tallinna Kalev, który przyjechał na turniej z trzema drużynami i wrócił do domu z trzema pucharami. Klub z Estonii zajął drugie miejsce w kategoriach U10B oraz U13 oraz okazał się bezkonkurencyjny w kategorii U12, w finale pokonując drużynę AP Kotwica Kołobrzeg.

### 2016
W czwartej edycji turnieju udział zadebiutowały zespoły z Anglii, Irlandii Północnej, Malty oraz Albanii. Łącznie wystartowało 195 drużyn z 15 krajów. Po raz pierwszy wprowadzono do rozgrywek kategorię U8, w której końcowy triumf odniósł zespół klubu KKS Włókniarz Konstantynów Łódzki.
Zawody w kategorii juniorów młodszych (U17) zakończyły się zwycięstwem albańskiego zespołu, reprezentującego szkółkę słynnego Ajaxu Amsterdam. W finale pokonał on drużynę UKS Bródno Warszawa wynikiem 1:0.

### 2017
V edycja turnieju gościła po raz pierwszy drużyny ze Szwecji, Szkocji a także ze Stanów Zjednoczonych. SC Vistula Garfield z New Jersey został pierwszym klubem spoza Europy, który odwiedził turniej Wrocław Trophy. Drużyny szwedzkie były z kolei reprezentowane przez renomowane kluby ze szwedzkiej ekstraklasy takie jak AIK Fotboll oraz Hammarby IF. Zespół tego ostatniego klubu wygrał rozgrywki w kategorii U12.
Choć do turnieju zgłosiło się mniej drużyn niż rok wcześniej (łącznie 179), to piąta edycja była rekordowa pod względem liczby narodowości. Udział wzięły bowiem drużyny z 20 różnych krajów. Turniej jak każdego roku obserwowało wielu skautów. Dawid Fedyk, zawodnik angielskiej drużyny Pulse Premier Academy, która zwyciężyła w kategorii U19, został po turnieju zaproszony na testy do pierwszoligowego Śląska Wrocław.

## Lista zwycięzców turniejów Wrocław Trophy
| Rok  | U8                          | U9                 | U10A                    | U10B                    | U11                       | U12               | U13                  | U14               | U15B                   | U15A                     | U16                    | U17                  | U19                    |
| ---- | --------------------------- | ------------------ | ----------------------- | ----------------------- | ------------------------- | ----------------- | -------------------- | ----------------- | ---------------------- | ------------------------ | ---------------------- | -------------------- | ---------------------- |
| 2013 | –                           | –                  | –                       | –                       | Gyöngyösi Atlétikai Klub  | FC Vítkovice      | FC Vítkovice         | FK Fotbal Trinec  | Warmińsko-Mazurski ZPN | Warmińsko-Mazurski ZPN   | Warmińsko-Mazurski ZPN | MKS Bug Wyszków      | Podlaski ZPN           |
| 2014 | –                           | –                  | –                       | –                       | AP WKS Śląsk Wrocław I    | OKS Odra Opole    | OKS Odra Opole       | Avangard Zhytomyr | Vordingborg IF         | Vordingborg IF           | KS Barycz Milicz       | KS Barycz Milicz     | FK Bilina              |
| 2015 | –                           | Drukarz Warszawa   | Gwardia Warszawa        | AP Brzeg Dolny          | Football Academy Szczecin | JK Tallinna Kalev | FC Neman Grodno      | FK ADA            | KS Victoria Września   | Garliavos Futbolo klubas | Junošport Club         | Junošport Club       | CS Pena Sport          |
| 2016 | KKS Włókniarz Konst. Łódzki | UKS Irzyk Warszawa | UKS Olimpijczyk Kwakowo | UKS Olimpijczyk Kwakowo | FK Buducnost              | KS Wda Świecie    | AP Kotwica Kołobrzeg | MFK Stara Tura    | MFK Stara Tura         | KS SK Union Vrsovice     | Albanian Ajax School   | Albanian Ajax School | ObFZ Nitra             |
| 2017 | MKP Odra Centrum Wodzisław  | TSV Rudow          | NK Poljicanin 1921      | NK Poljicanin 1921      | AP WKS Śląsk Wrocław      | Hammarby IF       | BFC Preußen Berlin 1 | Ursviks IK        | Ursviks IK             | Ursviks IK               | GKS Wilga Garwolin     | GKS Wilga Garwolin   | Pulse Premier Football |

## Liczba drużyn uczestniczących w turnieju Wrocław Trophy
| Rok  | Drużyny | Kraje | Narodowości |
| ---- | ------- | ----- | ----------- |
| 2013 | 83      | 9     |             |
| 2014 | 107     | 10    |             |
| 2015 | 199     | 18    |             |
| 2016 | 195     | 15    |             |
| 2017 | 179     | 20    |             |